# لشکر ۴۱ پیاده (ایالات متحده آمریکا)
لشکر ۴۱ پیاده ایالات متحده آمریکا (انگلیسی: 41st Infantry Division) لشکر پیاده‌نظام نیروی زمینی ایالات متحده آمریکا است، که در سال ۱۹۱۷ تأسیس شد و در سال ۱۹۶۸ منحل گردید.
لشکر ۴۱ پیاده یک لشکر پیاده نظام از گارد ملی ارتش ایالات متحده بود که عمدتاً از واحدهایی از شمال غربی اقیانوس آرام تشکیل شده بود. این لشکر در جنگ جهانی اول و جنگ جهانی دوم به طور فعال خدمت کرد و در جنگ جهانی دوم لقب "جنگجویان" را دریافت کرد.
این لشکر که در سال ۱۹۱۷ پس از ورود آمریکا به جنگ جهانی اول سازماندهی شد، پس از اعزام به فرانسه به عنوان بخشی از نیروهای اعزامی آمریکا، به عنوان لشکر جایگزین انتخاب شد. واحدهای پیاده‌نظام آن برای ارائه جایگزین‌های فردی مورد استفاده قرار می‌گرفتند و این لشکر به عنوان یک انبار جایگزین عمل می‌کرد. لشکر ۴۱ در دوره بین دو جنگ، در گارد ملی سازماندهی مجدد شد و متشکل از واحدهایی از اورگان، واشنگتن، مونتانا، آیداهو و وایومینگ بود. 
لشکر ۴۱ که پس از حمله به پرل هاربر به استرالیا اعزام شد، به یکی از اولین واحدهای ارتش تبدیل شد که در طول جنگ جهانی دوم در عملیات‌های تهاجمی زمینی شرکت کرد، زمانی که عناصر این لشکر در ماه‌های آخر سال ۱۹۴۲ به کارزار گینه نو اعزام شدند. این لشکر در پایان این کارزار، سنگین‌ترین تلفات خود را در نبرد بیاک در سال ۱۹۴۴ متحمل شد.  در ماه‌های پایانی جنگ، این لشکر نقش مهمی در آزادسازی جنوب فیلیپین، از جمله عملیات‌های پالاوان، زامبوانگا، میندانائوی شرقی و مجمع‌الجزایر سولو ایفا کرد. این لشکر به خدمت فعال خود در اشغال ژاپن پایان داد.
پس از جنگ، لشکر ۴۱ پیاده در گارد ملی سازماندهی مجدد شد و بین اورگان و واشنگتن تقسیم شد. تیپ ۴۱ پیاده در سال ۱۹۶۵ از عناصر عمدتاً اورگانی این لشکر تشکیل شد و در سال ۱۹۶۸ این لشکر در جریان کاهش نیروهای گارد ملی منحل شد. واحدهای سابق آن برای تشکیل دو تیپ جداگانه، تیپ ۴۱ پیاده در اورگان و تیپ ۸۱ پیاده در واشنگتن، مورد استفاده قرار گرفتند.